# Font del Castell (Ròtova)
La font del Castell és una font de Ròtova, baix del Castell de Borró.
Localitzada a 243 metres d'altitud sobre les aigües del mar, se'ns mostra ben propera al camí i sota un marge del Barranc Blanc al peu del Castell de Borró a l'altra banda del Barranc d'Atanasi. Està senyalitzada per la senda PR-CV 100, un ramal d'aquesta senda porta des de la Font de le Galeries al castell del Borró i a aquest naixement. Es tracta d'una pica construïda amb pedres obrades, d'unes agraïdes mates de murta que recull sobre tot les escorreries subterrànies del barranc Blanc o del Castell.
Aquesta font deuria servir per abastir la guarnició militar del castell per carregar aljubs i d'altres recipients. Es troba en un entorn natural de gran valor ambiental i paisatgístic. El seu naixement es conseqüència de la presència de materials impermeables com les marges que obliguen fer aflorar l'aigua en del subsòl en aquest punt del barranc.